# Hnědák Schweinitzův
Hnědák Schweinitzův Phaeolus schweinitzii je houba z čeledě troudnatcovité Fomitopsidaceae řádu chorošotvaré (Polyporales ). Nejedlá houba, je uváděna i jako možná jedovatá houba. Nebezpečný patogen napadající kořeny a kmen jehličnanů.

## EPPO kód
PAEOSC

## Synonyma patogena

### Vědecké názvy
Podle EPPO a Biolib je pro patogena s označením hnědák Schweinitzův Phaeolus schweinitzii používáno více rozdílných názvů, například Coltricia schweinitzii nebo Polyporus schweinitzii.

### Synonyma dle Index Fungorum
- Boletus sistotrema Alb. & Schwein. ex Sacc., Syll. fung. (Abellini) 6: 76 (1888)
- Boletus sistotremoides Alb. & Schwein., Consp. fung. (Leipzig): 243 (1805)
- Calodon spadiceus (Pers.) Quél., Enchir. fung. (Paris): 190 (1886)
- Cladomeris schweinitzii (Fr.) Quél., Enchir. fung. (Paris): 169 (1886)
- Cladomeris schweinitzii (Fr.) Quél., Enchir. fung. (Paris): 169 (1886) var. schweinitzii
- Cladomeris spongia (Fr.) Quél., Enchir. fung. (Paris): 169 (1886)
- Coltricia schweinitzii (Fr.) G. Cunn., Bull. N.Z. Dept. Sci. Industr. Res., Pl. Dis. Div. 77: 7 (1948)
- Daedalea fusca Velen., České Houby 4-5: 689 (1922)
- Daedalea spadicea (Pers.) Fr., Syst. mycol. (Lundae) 1: 505 (1821)
- Daedalea suberosa Massee, Bull. Misc. Inf., Kew: 94 (1906)
- Hapalopilus schweinitzii (Fr.) Donk, Meded. Bot. Mus. Herb. Rijks Univ. Utrecht 9: 173 (1933)
- Hydnellum spadiceum (Pers.) P. Karst., Meddn Soc. Fauna Flora fenn. 5: 41 (1879)
- Hydnum spadiceum Pers., Icon. Desc. Fung. Min. Cognit. (Leipzig) 2: 34 (1800)
- Inodermus schweinitzii (Fr.) Quél., Fl. mycol. France (Paris): 394 (1888)
- Inonotus herbergii (Rostk.) P. Karst., Bidr. Känn. Finl. Nat. Folk 48: 329 (1889)
- Inonotus spongia (Fr.) P. Karst., Bidr. Känn. Finl. Nat. Folk 37: 69 (1882)
- Inonotus sulphureopulverulentus P. Karst., Finl. Basidsvamp. 46(no. 11): 8 (1904)
- Mucronoporus spongia (Fr.) Ellis & Everh., J. Mycol. 5(1): 29 (1889)
- Ochroporus sistotremoides (Alb. & Schwein.) J. Schröt., in Cohn, Krypt.-Fl. Schlesien (Breslau) 3.1(25–32): 488 (1888) [1889]
- Phaeodon spadiceus (Pers.) J. Schröt., in Cohn, Krypt.-Fl. Schlesien (Breslau) 3.1(25–32): 459 (1888) [1889]
- Phaeolus sistotremoides (Alb. & Schwein.) Murrill, Bull. Torrey bot. Club 32(7): 363 (1905)
- Phaeolus spadiceus (Pers.) Rauschert, Haussknechtia 4: 54 (1988)
- Phaeolus spongia (Fr.) Pat., Essai Tax. Hyménomyc. (Lons-le-Saunier): 86 (1900)
- Polyporus herbergii Rostk., in Sturm, Deutschl. Fl., 3 Abt. (Pilze Deutschl.) [7](27-28): 35 (1848)
- Polyporus holophaeus Mont., Annls Sci. Nat., Bot., sér. 2 20: 361 (1843)
- Polyporus schweinitzii Fr., Syst. mycol. (Lundae) 1: 351 (1821)
- Polyporus sistotremoides (Alb. & Schwein.) Duby, Bot. Gall., Edn 2 (Paris) 2: 785 (1830)
- Polyporus spongia Fr., Monogr. Hymenomyc. Suec. (Upsaliae) 2(2): 268 (1863)
- Polyporus sulphureopulverulentus (P. Karst.) Sacc. & D. Sacc., Syll. fung. (Abellini) 17: 114 (1905)
- Polystictus herbergii (Rostk.) P. Karst., Meddn Soc. Fauna Flora fenn. 14: 86 (1887)
- Polystictus holophaeus (Mont.) Fr., Nova Acta R. Soc. Scient. upsal., Ser. 3 1(1): 78 (1851) [1855]
- Polystictus holopleus (Mont.) Fr., Nova Acta R. Soc. Scient. upsal., Ser. 3 1(1): 78 (1851) [1855]
- Polystictus schweinitzii (Fr.) P. Karst., Meddn Soc. Fauna Flora fenn. 5: 39 (1879)
- Romellia sistotremoides (Alb. & Schwein.) Murrill, Bull. Torrey bot. Club 31(6): 339 (1904)
- Sistotrema spadiceum (Pers.) Sw. [as 'spadicea'], K. Vetensk-Acad. Nya Handl. 31: 238 (1810)
- Xanthochrous waterlotii Pat., Bull. Mus. natn. Hist. nat., Paris 30(6): 409 (1924)

### České názvy
- hnědák Schweinitzův
- choroš rozděrkový [4]

## Zeměpisné rozšíření
Evropa, Severní Amerika, Asie, Austrálie.

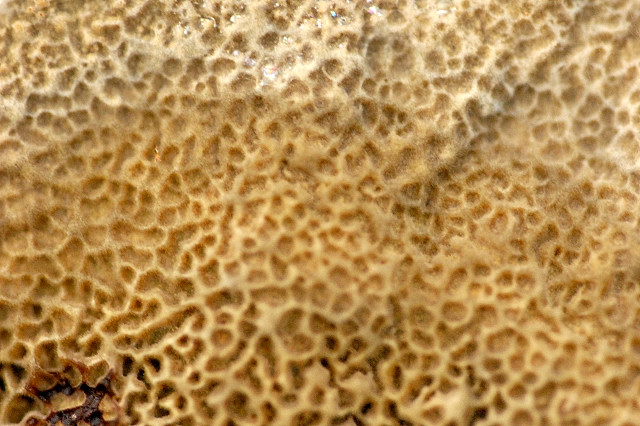

### Výskyt v Česku
Běžný druh.

## Popis
Plodnice jednoletá, střechovitě nahloučené nad sebou, vějířovitá až mělce nálevkovitá, třeň připojen bokem či ve středu. Dužnina plodnice měkká, vodnatá a tmavě hnědá. Klobouk 8 - 30 cm průměr, 1 - 4 cm silný. Svrchu soustředně pásovaný, hrubě plstnatý, oranžový až tmavě hnědý či kaštanový až černý, s ostrým, oranžovým, sírově žlutým až zelenožlutým okrajem.
Dužnina šťavnatá, hnědá poněkud kyselé vůně. Výtrusný prach bílý.

## Hostitel
Především jehličnany. Preferuje modříny, borovice, smrky a douglasky tisolisté.

## Příznaky
Hniloba kořenů a kmene. Plodnice na kmeni nebo větvích hostitele. napadené části voní po terpentýnu.

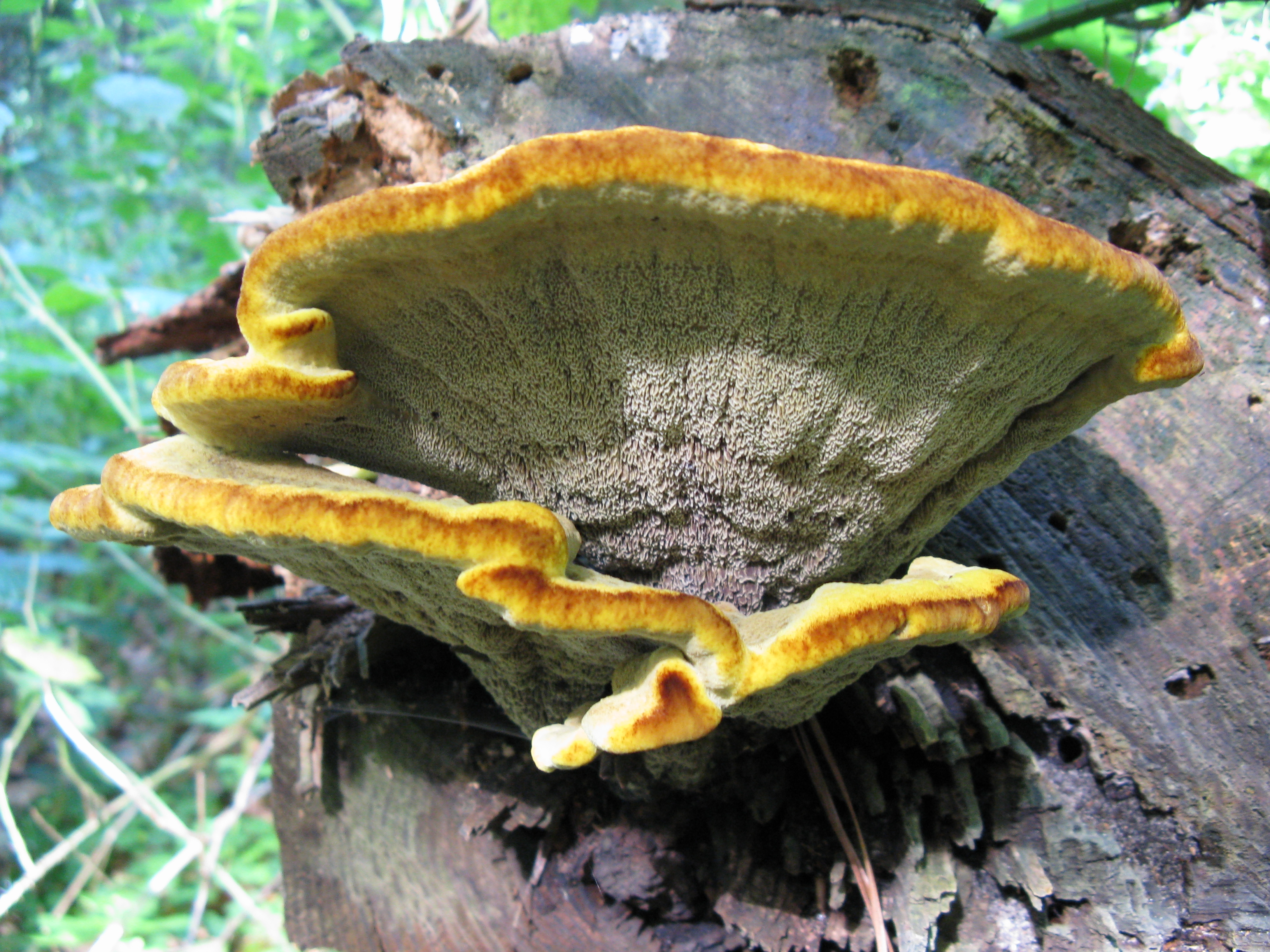

## Význam
Nebezpečný patogen způsobující hnilobu kořene. Při zjištěném napadení patogenem je třeba odstranit i pozůstatky kořenů.
Používala se k barvení textilií.

## Ekologie
Lesní porosty jehličnanů, nalézán na kořenech u vývratů.